# Trasferimento (antropologia)

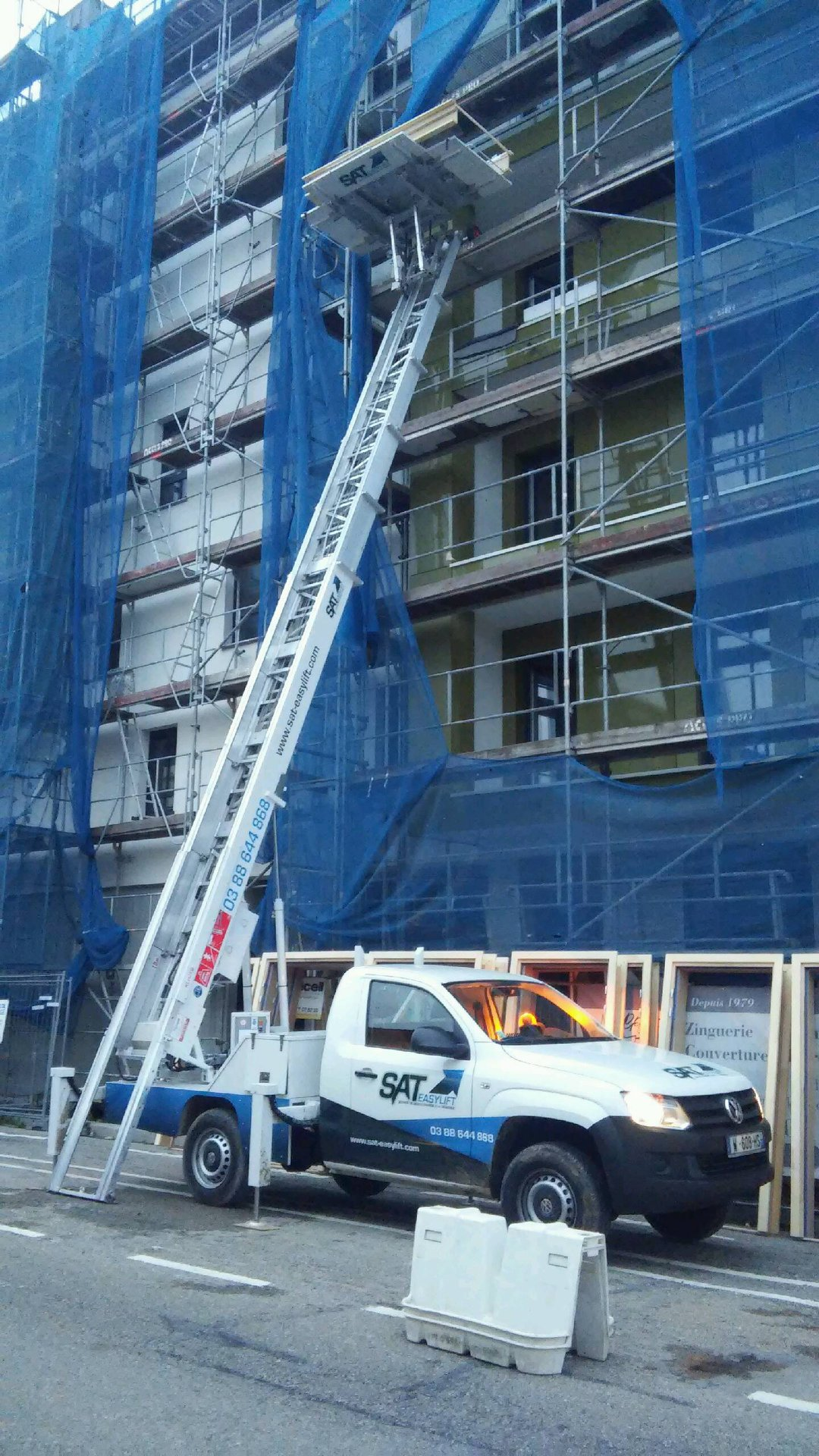
Trasloco in corso

Il trasferimento o trasloco è il processo durante il quale uno o più individui cambiano sede. Se il trasferimento avviene in un Paese diverso da quello di origine si parla di emigrazione.

## Effetti psicologici
Secondo la scala di Holmes e Rahe, per gli adulti il "cambio di residenza" è un'attività stressante che ha un "punteggio" pari a 20 (il massimo punteggio lo raggiunge la morte del coniuge, ed è pari a 100). Nonostante ciò, essendo spesso motivata da fattori terzi (come, ad esempio, il "cambiamento nelle condizioni di vita" o il "cambiamento nelle attività sociali"), il livello di stress stabilito da quella graduatoria può essere potenzialmente più alto.
Nei bambini il trasloco è particolarmente stressante e può causare ad essi problemi psicologici a lungo termine.
Anche per gli animali domestici il trasloco può essere fonte di stress o persino traumatico .
I fattori psicologici che maggiormente spingono qualcuno a vivere altrove sono le difficoltà a trovare un lavoro, l'incapacità di partecipare alle attività che si possono fare a casa, l'assenza di supporto psicologico, problemi culturali come le differenze linguistiche e culturali, e l'incapacità del coniuge di trovare un impiego.

## Nel diritto
Ci può essere un obbligo legale per le persone di informare le autorità di un cambiamento di indirizzo se hanno una patente di guida o dei documenti d'immatricolazione di un veicolo, sono elettori, sono in libertà vigilata, o è concessa loro la coscrizione. Alcuni prestiti richiedono al mutuatario di notificare al prestatore dei cambiamenti di indirizzo. La legge sull'immigrazione influisce sui requisiti e sulla fattibilità del trasferimento in un altro Paese.

### Negli Stati Uniti d'America
Negli Stati Uniti le società in movimento devono fornire ai clienti un opuscolo intitolato Your Rights and Responsibilities When You Move ("I tuoi diritti e le tue responsabilità quando traslochi"), creato dalla Federal Motor Carrier Safety Administration (FMCSA).

## Assistenza

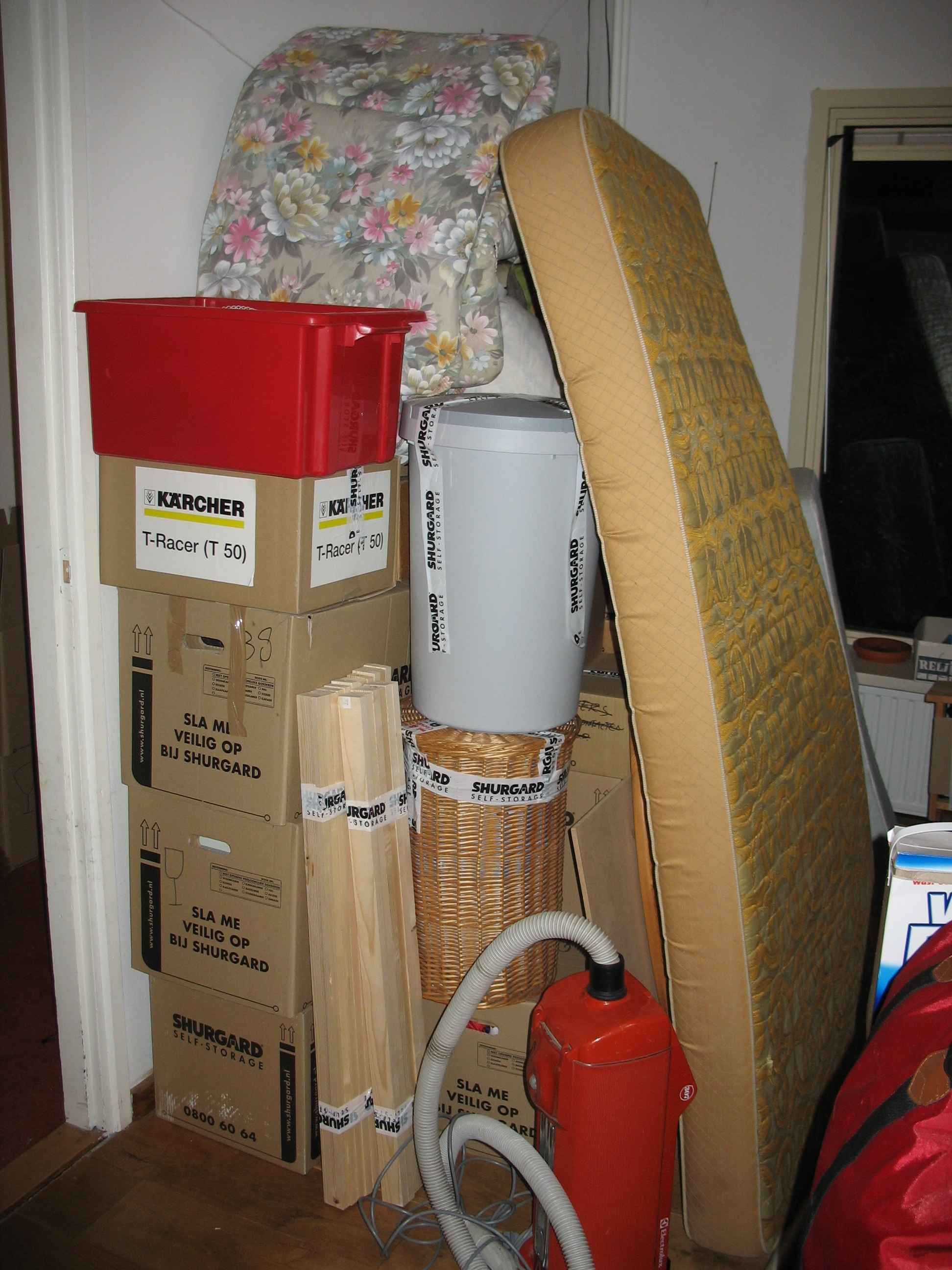
Oggetti imballati e destinati al trasloco

Per facilitare il cambio di sede è possibile rivolgersi a un servizio di trasloco, che aiuta le persone a trovare una nuova casa, organizzare una scuola per bambini, formare gli individui sulle culture locali e facilitare la loro integrazione nella nuova località.
Alcune giurisdizioni sovvenzionano i trasferimenti. Alcuni si rivolgono a lavoratori remoti per dare aiuti in merito alla loro forza lavoro locale e alla base fiscale.

## Fasi del trasloco

### Imballaggio e carico
Gli articoli di piccole dimensioni non vengono trasportati da soli, ma confezionati. Questa operazione viene solitamente eseguita nei giorni o nelle settimane precedenti la data scelta per il trasporto. 
Quando il trasloco viene effettuato da un'azienda, l'imballaggio può essere gestito dal cliente stesso oppure se ne può occupare l'azienda, il che corrisponde a un livello di servizio più elevato e quindi comporta costi aggiuntivi.
I contenitori utilizzati sono spesso casse di plastica pretagliate o pacchetti di cartone che devono solo essere piegati per dare loro la forma finale e fissati e richiusi con nastro adesivo.
Gli oggetti più fragili, in particolare le stoviglie, sono solitamente avvolti in pluriball o carta di giornale per limitare l'impatto degli urti che si verificheranno durante il trasporto; a questo scopo, le società di spedizione dispongono anche di casse e valigie con pareti interne rivestite di schiuma.

### Trasporto
A seconda della distanza, si possono utilizzare diverse modalità di trasporto: su strada per distanze relativamente brevi e in aereo o in nave per distanze più lunghe. 
Alcuni siti consentono ai privati di noleggiare utenze fino a 30 metri cubi con un permesso di categoria B senza contattare un'azienda di trasporto. D'altra parte, il volume da trasportare può essere suddiviso in più viaggi, se la distanza lo consente, o tra più veicoli. 

### Scarico e disimballaggio
Di solito solo l'essenziale viene disimballato subito dopo lo scarico; il resto viene disimballato per giorni o settimane dopo, e alcuni possono non essere disimballati affatto se non sono più utili.